# جون إل. لوك
جون إل. لوك (بالإنجليزية: John L. Locke)‏ هو عالم لغة نفسي ‏ أمريكي، ولد في 15 نوفمبر 1940.

## وصلات خارجية
- الموقع الرسمي